# Honório Gurgel
Honório Gurgel és un barri de classe baixa localitzat a la Zona nord de Rio de Janeiro, Brasil. Els barris del voltant són: Rocha Miranda, Marechal Hermes, Bento Ribeiro, Coelho Neto, Barros Filho, i Guanabara.

## Història
L'estació de ferrocarril Honório Gurgel va ser inaugurada el 1905 amb el nom de Munguengue. Va agafar el nom actual el 1920 en honor d'un batlle del municipi de Rio de Janeiro.
Honório Gurgel forma part de la XV Regió Administrativa (Madureira) de la ciutat de Rio de Janeiro.
Els cantants brasilers Anitta i Gabriel Diks van créixer en el barri.